# Susan Nye
Pour les articles homonymes, voir Nye.
Susan Jane Nye, baronne Nye (née le 17 mai 1955) est l'ancienne directrice des relations gouvernementales et ancienne secrétaire de l'ancien premier ministre britannique Gordon Brown. Le 19 juillet 2010, elle est faite pair à vie du parti travailliste, en tant que baronne Nye, de Lambeth dans le quartier londonien de Lambeth.

## Jeunesse
Elle est née au King's College Hospital, à Londres. Elle a d'abord vécu sur Leander Road à Brixton. Elle va dans une école primaire locale. Son père quitte la maison et part en Afrique du Sud, et sa mère s'installe à Leigh-on-Sea. Elle a alors onze ans et va au Westcliff High School for Girls.
Fonctionnaire puis, plus tard « employée rémunéré du parti travailliste » elle travaille auprès de Michael Foot lorsqu'il devient chef du parti travailliste.
Nye est la personne à laquelle Gordon Brown fait référence dans l'incident du « Bigotgate » lors de la campagne électorale de 2010.
Elle épouse Gavyn Davies, l'ancien président de la BBC et ancien employé de Goldman Sachs, à Islington, au nord de Londres, en août 1989. Ils vivent à Wandsworth, après avoir déménagé là-bas pour donner à leur fille la possibilité de fréquenter une meilleure école. Le couple a également deux fils et une autre maison à Croyde, dans le Devon.